# Bittersweet (아라시의 노래)
〈Bittersweet〉(비터스위트)는 아라시의 42번째 싱글이다.

## 개요
전작 〈Endless Game〉으로부터 약 9개월 만의 싱글이다. 통상반·초회 한정반의 2형태로 발매된다.
타이틀곡 〈Bittersweet〉는 멤버 마츠모토 준 주연의 후지 TV 드라마 《실연 쇼콜라티에》의 주제가이며, 커플링곡 〈Road to Glory〉는 멤버 사쿠라이 쇼가 캐스터를 맡는 닛폰 TV 계열 《소치 2014》의 테마 송이다.

## 수록곡

### 통상반
1. Bittersweet [4:50]
작사·작곡: 100+ / 편곡: 이시즈카 토모키
  - 후지 TV 계열 드라마 《실연 쇼콜라티에》 주제가
2. Road to Glory [3:59]
작사: s-Tnk / 작곡: 카와구치 스스무 / 편곡: ha-j
  - 닛폰 TV 계열 《소치 2014》 테마 송
3. Sync [4:47]
작사: 오가와 타카시 / Rap 작사: 사쿠라이 쇼 / 작곡: U-Key zone / 편곡: 요시오카 타쿠
4. もっと、いまより / 더, 지금보다 [3:47]
작사·작곡: youth case / 편곡: BJ Khan
5. Bittersweet（オリジナル・カラオケ）
6. Road to Glory（オリジナル・カラオケ）
7. Sync（オリジナル・カラオケ）
8. もっと、いまより（オリジナル・カラオケ）

### 초회 한정반
CD
1. Bittersweet
2. Road to Glory

DVD
1. 〈Bittersweet〉 비디오 클립